# ФК Фероникели 74
Фудбалски клуб Фероникели 74 (алб. Klubi Futbollistik Feronikeli 74), познат као Фероникели 74 или колоквијално Фероникели, професионални је фудбалски клуб из Глоговца. Игра у Суперлиги Републике Косово.

## Историја
Клуб је основан 1974. године као Никели. Током пролећа и лета 1974. одвијала се интензивна активност у свим аспектима на формирању фудбалског клуба, његовој регистрацији и укључивању у ниво Међуопштинске фудбалске лиге, односно у Окружну лигу Приштине. На врху ове активности био је наставник физичког васпитања, Хашим Маља.
Дана 8. априла 1974. године у сали Скупштине општине Глоговац одржана је Оснивачка скупштина фудбалског клуба. У овој скупштини је основан клуб који је добио име Никели са седиштем у Глоговцу. Тада је изабрано руководство клуба, 11-члано председништво са Тахиром Ајазијем као председником, потпредседником Муртесом Зогуом, секретаром Јусуфом Добра, благајником Хабибом Кукићијем, а чланови одбора били су Фетах Ељшани, Исмаил Бајрактари, Мехди Барди, Назиф Сејда, Раде Јевремовић, Ремзи Хета и Сулејман Кастрати. Ова скупштина изабрала је Мехдија Бардија за техничког директора, док је тренер био Хашим Маља.
Клуб је био блиско повезан са новим предузећем Фероникели, оближњим рударским и металуршким комплексом, још од када је фабрика изграђена 1984. године. У сезони 2014/15. по први пут су у историји клуба освојили титулу шампиона. Освојили су и првенство 2018/19, квалификовавши се за преткола УЕФА Лиге шампиона по први пут у својој историји.

## Стадион
Клуб своје мечеве као домаћин игра на вишенаменском Стадиону Реџеп Реџепи у Глоговцу. Стадион има капацитет од 6.000 седишта, а назван је по бившем играчу и капитену клуба Реџепу Реџепију, који се борио за терористичку Ослободилачку војску Косова (ОВК), те су га српске снаге убиле 12. фебруара 1999. током побуне ОВК непосредно пре почетка рата на Косову и Метохији.

## Играчи

### Тренутни тим
Ажурирано 1. фебруара 2022. 
| Бр. |        | Позиција | Играч                     |
| --- | ------ | -------- | ------------------------- |
| 4   | Србија | О        | Дринор Морина             |
| 6   | Србија | О        | Ендрит Кастрати (капитен) |
| 7   | Србија | С        | Арди Ћори                 |
| 8   | Србија | С        | Адонис Ћори               |
| 9   | Србија | Н        | Сокол Кићина              |
| 10  | Србија | С        | Ибрахим Червадику         |
| 11  | Србија | О        | Бејта Реџепи              |
| 12  | Србија | Г        | Гранит Бућинца            |
| 14  | Србија | О        | Арлинд Краснићи           |
| 15  | Србија | С        | Лаурент Џиљани            |
| 16  | Србија | С        | Висар Хоџа                |
| 19  | Србија | С        | Висар Алију               |

| Бр. |        | Позиција | Играч          |
| --- | ------ | -------- | -------------- |
| 20  | Србија | О        | Ринор Брахими  |
| 21  | Србија | С        | Ризах Барди    |
| 24  | Србија | Н        | Аријан Кућица  |
| 29  | Србија | Н        | Ризон Хоти     |
| 30  | Србија | Н        | Каљтрин Сефери |
| 33  | Србија | С        | Ендрит Кућица  |
| 55  | Србија | С        | Дренит Силај   |
| 61  | Србија | С        | Рустем Морина  |
| 77  | Србија | С        | Дорент Хајдари |
| 97  | Србија | Г        | Ерјон Маља     |
| 99  | Србија | С        | Или Нгуцати    |